# Washington Castro
Washington Castro (Buenos Aires, 13 de julio de 1909 – Mar del Plata, 29 de octubre de 2004) fue un músico, violonchelista y director de orquesta argentino.

## Carrera
Hijo del violonchelista José Castro (1864 - 1942), y hermano del célebre director de orquesta, violinista, pianista y compositor Juan José Castro, (1895 -1968) estudió composición con Honorio Siccardi y violonchelo con su hermano mayor José María Castro (1892-1964) y Alberto Schiuma. En París continuó su formación instrumental con Maurice Maréchalfort; posteriormente estudió con Pablo Casals. Su otro hermano fue José María Castro (1892-1964), un violinista y musicólogo.
Comenzó su carrera en 1929 como violonchelista solista. Ha actuado con orquestas como la Orquesta Filarmónica de Buenos Aires y la Orquesta Sinfónica de Radio El Mundo, fundando dos cuartetos de cuerda y en 1938 fue uno de los miembros fundadores de la Agrupación de Violonchelistas de Buenos Aires.
En 1944 se desempeñó como jefe de la Orquesta de Cámara de la Asociación del profesorado Orquestal. En 1956, trabajó en la fundación de la Sinfónica Provincial de Santa Fe, encargo que dirigió hasta 1963. Desde 1964 dirigió la Sinfónica de Córdoba, desde 1971 hasta 1976, fue director orquestal de la Cámara de la Juventud Orquesta Teodoro Fuchs del LRA Radio Nacional, en 1984 lo fue de la Sinfónica de Mar del Plata y, hasta 1988, de la Orquesta Juvenil. Como director invitado ha actuado con la Sinfónica de la Universidad Nacional de Cuyo, la Sinfónica de Tucumán, la Sinfónica Nacional y la Filarmónica de Buenos Aires. Junto a su hija, la pianista Esther Castro, presentó varios conciertos donde interpretaron música de Sebastian Bach, Luigi Boccherini, Johannes Brahms, Ildebrando Pizzetti, Maurice  Ravel y Manuel de Falla.
También se dedicó a la docencia en los conservatorios municipales "Manuel de Falla" y "Juan José Castro", de Buenos Aires, y en las universidades de La Plata, Córdoba y del Litoral, donde ocupó las cátedras de violonchelo y música de cámara.

## Obra
- Sonata para Piano y clarinete, 1941.
- Obertura Festiva, para Orquesta de Cámara, 1941.
- Variaciones sobre el tema de la ONU originales para piano, 1942.
- Sonata para Piano y violonchelo, 1942.
- Cuatro Piezas Sobre Temas infantiles para piano, 1942.
- Sonata en Fa para piano, 1943.
- Belén de Navidad Estampa para orquesta, 1943.
- Obertura trágica para orquesta, 1944.
- Salmo 33 para tenor y orquesta, 1944.
- Primer párrafo cuerdas cuarteto, en Fa, 1945.
- Divertimento párrafo siete Instrumentos, 1945.
- Nocturno y danza para orquesta, 1946-1952.
- Interludios para piano, 1947.
- Dos Piezas fáciles para piano, 1947.
- Variaciones y fuga, Sobre la ONU coral antiguo para orquesta, 1947.
- Tres cantos del mar, canciones inglesas Sobre Marineras para cuarteto de cuerda, 1948.
- Segundo cuarteto párr cuerdas, en La 1949.
- Concierto elegíaco para viola y orquesta, 1950.
- El Concierto campestre, Suite según rubro el Cuadro de Giorgione para orquesta, 1950.
- Obertura Niños párrafo para orquesta, 1951.
- Música para Orquesta de Cámara, 1951.
- Música de primavera, párr quinteto De Instrumentos un Viento, 1952.
- Suite Sinfónica, 1953.
- Preludios para piano, 1954.
- Sinfonía primaveral , 1956.
- Obertura Jubilosa para orquesta, 1957.
- Comentarios para la Pasión de Nuestro Señor Sinfónicos, párr recitante y orquesta, 1956.
- Cantata De Las Bienaventuranzas, párr barítono y orquesta, 1958.
- Concierto para Piano y orquesta, 1960.
- Breve Sinfonía, para Orquesta de cuerdas, 1961.
- Instrumentos Ocho Sonata para 1961.
- TRES PIEZAS orquesta párrafo, 1962.
- Salmo 23 para coro y cuerdas, 1962.
- Tres poemas árabes del siglo XIV, 1963
- Concierto orquesta párrafo, 1963.
- Rapsodia, párr violonchelo y orquesta, 1964.
- TRES PIEZAS, párr Bronces y percusión, 1965.
- Tercer cuarteto cuerdas párrafo, 1965.
- Música Sinfónica párr Juana de Arco, 1968.
- Improvisación para flauta y piano, 1968.
- Canto elegíaco, A la memoria de Juan José Castro para violonchelo y piano, 1968.
- Tangos para violonchelo y piano, 1969.
- Música para quinteto de vientos, 1969.
- 625, piano Tango párrafo, 1969.
- TRES PIEZAS cuerdas párrafo, 1970.
- Coral y Tocata, para Orquesta de cuerdas, 1970.
- Variaciones sobre el tema de las Naciones Unidas de Haendel, 1970.
- Retablo de Notre Dame para orquesta, 1971.
- Tango para Orquesta de cuerdas, 1972.
- Andante Allegro y, párr contrabajo y orquesta, 1972.
- Monólogo. Homenaje a José María Castro para violonchelo, 1972.
- Cántico de Paz párr barítono y orquesta, 1974.
- Rapsodia en ritmo de tango para orquesta, 1978.
- Cinco Tango párrafo, 1979.
- TRES PIEZAS simple, párr trío de flautas dulces, 1980.
- Salmo 150 para coro, cuerdas y percusión, 1981.
- Divertimento en 1982, 1982.
- Nocturno párr corno inglés y orquesta de cuerdas, 1982.
- Pastoral, párr quinteto de Instrumentos de viento, 1982.
- Cuadros de Picasso, Suite Sinfónica, 1983.
- Poema párrafo viola y orquesta de Cámara, 1983.
- Danza párr Rosart Formación para violín, viola, violonchelo y piano, 1983.
- Pastoral para flauta, oboe, violín y violonchelo, 1983.
- Himno, párr Conjunto de violonchelos y vientos , 1983.
- Preludio Breve para piano, 1984.
- Valses Románticos para orquesta, 1985.
- Piano Cuarteto para, violín, viola y violonchelo, 1985.
- Intermezzo - Pastoral y párr flauta Serenata, oboe, clarinete, trompa, violonchelo, 1985.
- Tríptico porteño para piano, dos violines, viola y violonchelo, 1986.
- Preludio burlesco y capricho para flauta, oboe, clarinete, fagot y trompeta, 1986.
- Piezas Dos, párr violín y el piano, 1986.
- Nostálgico Tango para piano a cuatro manos, 1986.
- Dos pastorales para orquesta, 1988
- Diálogo para clarinete y piano, 1988.
- Dos Breves Preludios para piano, 1988.
- Música de circo y danza rústica, párr Pequeña orquesta, 1988.
- Concierto de Ángeles, 7 Piezas para orquesta, 1989.
- Cinco miniaturas, párr quinteto De Instrumentos un Viento , 1989.
- Variaciones sobre el tema de las Naciones Unidas de La flauta mágica de Mozart para orquesta, 1990.
- Adagio y Scherzo fantástico para orquesta, sin fecha.
- Paseo por la orquesta, Obra Sinfónico - didáctica, 1991.
- Trío para flauta, clarinete y fagot, 1991.
- La Flauta y la luna para flauta y piano, 1992.
- Momentos Musicales para orquesta, 1993.
- Milonga del verano para flauta, clarinete, fagot y trompeta, 1993.
- Dos Preludios para fagot y piano, 1993.
- Otoño y primavera en Mogotes para orquesta, 1994.
- Dos Preludios marplatenses para orquesta, 1995.
- Divertimento, párr oboe y orquesta de cuerdas, 1995.
- Breve suite para clarinete, violonchelo y piano, 1996.
- Intermezzo lírico para violín y piano, 1996.
- Variaciones sobre el tango "La Cumparsita" para orquesta de cuerdas, 1997.
- Piezas de Cuatro para piano, 1997.
- Violonchelos Ocho Suite para 1998.
- Sonatina para violín y piano, 1999.
- Momentos Musicales para oboe, cuerno Inglés, violín, viola y violonchelo, 2000.

## Composiciones infantiles
- Ronda (1945).[4]
- Haciendo nonito (1945).[5]
- 5 preludios (1945).[6]
- Era un pajarito (1945).[7]
- Campanitas de fiesta (1947).[8]
- Arroró (1947)[9]

## Premios
- Premio Konex de Platino Música Clásica (1999).[10]
- Premio Konex: Diploma al Mérito Música Clásica (1999).[10]
- Ciudadano Ilustre de Mar del Plata.[10]